# Jeffrey Blitz
Jeffrey Blitz (1969) es un director, guionista y productor de cine estadounidense nacido en Bergen County, Nueva Jersey. Fue nominado a los premios Oscar por el documental Spellbound (2002), y ganó un premio en el Festival de Cine de Sundance por su dirección en la película Rocket Science (2007). En 2009 ganó el premio Emmy por su trabajo como director en el episodio "Stress Relief" de la serie The Office. 
En 1990 recibió un título como licenciado en arte y en 1991 recibió un postgrado en la Universidad Johns Hopkins. En 1997, se graduó en la USC School of Cinematic Arts de la Universidad del Sur de California.

## Filmografía
- Spellbound (2002)
- The Office ("The Negotiation", "The Convict", "Chair Model", "Business Ethics" y "Stress Relief") (2006-2009)
- Rocket Science (2007)
- Lucky (2010)

## Premios y nominaciones
Premios Óscar
| Año  | Categoría                       | Película   | Resultado |
| ---- | ------------------------------- | ---------- | --------- |
| 2003 | Óscar al mejor documental largo | Spellbound | Nominado  |